# Варшавское научное общество
Варшавское научное общество (ВНО, пол. Towarzystwo Naukowe Warszawskie) — польское научное общество, расположенное в Варшаве, имеющее академическую структуру и двухступенчатую выборную систему членства.
Задачами Варшавского научного общества являются развитие и поддержка исследований во всех областях знаний путём организации научных собраний, лекций (в том числе публичных), а также публикация сведений о конкурсах на научные работы, присуждение наград и издательская деятельность.

## История
Появилось в 1907 г. было являлось продолжателем деятельности Общества друзей наук в Варшаве. Его задачами были развитие и поддержка исследований во всех областях знаний, а также публикация научных работ по-польски.
Члены-основатели ВНО были, главным образом, варшавскими членами Польской академии искусств, а также выпускниками Варшавского университета и членами Фонда им. Юзефа Мяновского. К началу Первой мировой войны ВНО стало самым большим научным обществом на территории российской части Польши.

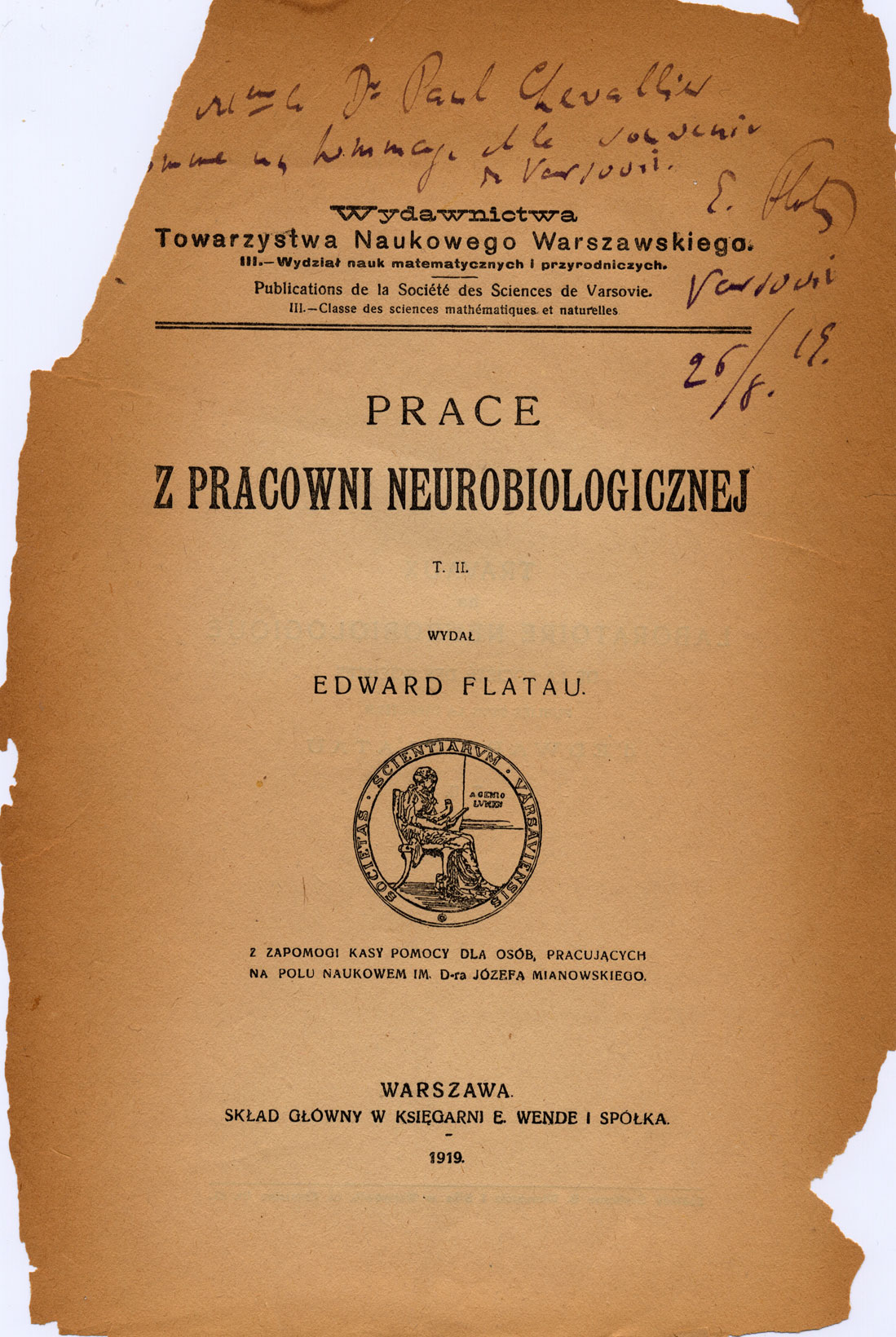
Труды невробиологической лаборатории Варшавского научного общества, изданные Эдвардом Флатау

В октябре 1911 Эдвард Флатау передал ВНО основанную им при Психологическом обществе неврологическую лабораторию вместе со всем инвентарём и денежным пособием в размере 2000 рублей. ВНО получило в дар от графа Юзефа Потоцкого дом на ул. Снядецких, 8, где размещалась неврологическая лаборатория. Много лет Флатау был её заведующим. Лаборатория проводила исследования в области общей и сравнительной анатомии нервной системы, физиологии, патологической анатомии, экспериментальной патологанатомии, а также экспериментальной терапии нервной системы.
В течение Второй мировой войны ВНО действовало в подполье, организуя собрания и поддерживая функционирование тайного высшего образования в Варшаве. За время войны погибла треть членов общества. Была уничтожена резиденция ВНО во дворце Сташица в Варшаве, а также многочисленные научные учреждения и лаборатории.
В 1951 г., в связи с образованием  Польской академия наук ВНО было ликвидировано, а его имущество было передано ПАН.
В мае 1981 г. на собрании было принято решение о восстановлении деятельности ВНО. Список членов-основателей насчитывал 40 человек, а возглавил его химик Виктор Кемуля. Официальная регистрация общества была проведена 4 декабря 1981 г.

## Структура ВНО
В 1995 г. ВНО объединяло ок. 400 учёных из нескольких научных центров Польши в 6 подразделениях:
- языкознания и истории литературы
- исторических, общественных и философских наук
- физико-математических наук
- биологических наук
- медицинских наук
- технических наук (с сельскохозяйственной секцией)

Помимо того 3 комиссии главного управления: ревизионная, издательская и архивно-библиотечная, а также 2 комиссии отделений: культуры слова
и славистическая комиссия. ВНО обладает библиотекой и выпускает журнал Rocznik Towarzystwa Naukowego Warszawskiego.

## Президенты ВНО
- Александр Яблоновский (1907—1913)
- Теодор Дыдынский (1913—1916)
- Бронислав Хлебовский (1916—1918)
- Ян Кароль Кохановский (1918—1925)
- Казимир Журавский (1925—1931)
- Вацлав Серпинский (1931—1952)
- Виктор Кемуля (1981—1985)
- Александр Гейштор (1986—1992)
- Болеслав Гурницкий (1992—1995)
- Витольд Рудовский (1995—2001)
- Анджей Пашевский (2001—2007)
- Януш Липковский (2007-)